# Get チュー!/SHEの事実
『Get チュー!/SHEの事実』（ゲッチュー / シーのじじつ）は、日本の音楽グループAAAの13枚目のシングル。2007年4月18日にavex traxから発売された。

## 概要
- 前作『Climax Jump』から約1か月での発売（AAA名義では約4か月）となる。
- CD+DVD（AVCD-31219/B, 「Get チュー!」ver.）、CD+DVD（AVCD-31220/B,「SHEの事実」ver.）、CDのみ（AVCD-31221）の3種類でリリース。ジャケットは3種類とも異なるがCD収録内容はどれも変わらない。
- 両A面シングルとしては『ソウルエッジボーイ/キモノジェットガール』『Black&White』につづき、3枚目である。
- CD ONLY盤については、初回盤のみ24pフォトブックレット付き。
- AAAのファンクラブのサイトにて2007年3月23日18:00から「Get チュー!」と「SHEの事実」のプロモーションビデオがファンクラブ会員限定・期間限定で配信された。ただ、「Get チュー!」のプロモーションビデオについてはYahoo!動画でも2007年3月19日に先行公開された。これはおそらく、AAAが福岡ソフトバンクホークスの2007年サポーターになったことが絡んでいると考えられる。
- カップリング曲として「Samurai heart-侍魂-(Nu-JAPANESE-RAVE MIX)」が収録されるが、7thシングル『ハリケーン・リリ、ボストン・マリ』から収録されてきたAAAのシングルのカップリングは全てライブバージョンであり、リミックス曲が収録されることはこのシングルが初めてである。
- AAA DEN-O form『Climax Jump』のCD売り上げランキング初登場5位（オリコン）に続き、2作連続オリコンチャートTOP10入り。なおAAA単独名義でのトップ5入りは初である（それまでの最高順位は9th Single『Let it beat!』）。
- 「Get チュー!/SHEの事実」リリースイベントは2週にわたって行われ、2007年4月21日(土)に代官山UNITにて東京イベント、2007年4月28日(土)にテレピアホールにて名古屋イベントが行われた。
- CDには封入されていない「Get チュー!/SHEの事実」トレーディングカード（全18種）が、リリースイベントにてイベント参加券と交換できる。

## 楽曲

### Get チュー!
- ハウス食品「フルーチェ ハンディータイプ」のCM曲である。CMにはAAAメンバーが出演している[1]。「フルーチェ Cの果実」に遅れて放送が開始された。
- プロモーションビデオの撮影はサイパンで行われた。「Getチュー!」のプロモーションビデオと「SHEの事実」のプロモーションビデオの撮影は同日に撮影され、『かなり耐久』だったとメンバーの日高は語っている(ORICON STYLEの記事より[2])。
- メインボーカル宇野実彩子をフィーチャーした曲で、サビ部分での男子メンバーの音量ボリュームは極端に抑えられている。
- 日本レコード協会のゴールド等認定で音楽配信10万件を超えるゴールドに認定された。AAA関連作品では、6作目のゴールド認定となった。
- 歌詞中に「キス」や「チュー」といった歌詞が53回ある。
- 2011年発売のベスト・アルバム『＃AAABEST』には、当楽曲をリメイクしたものが収録された。

### SHEの事実
- ロックテイストの楽曲で、ハウス食品「フルーチェ Cの果実」のCM曲[1]。CM（志田未来が出演）は2007年2月に放送が開始された。
- プロモーションビデオはジャングルをイメージして製作され、男子メンバーはワイルドな、女子メンバーはセクシーな面をアピールしている。
- 「胸あんのに 細かったり」「どんだけ もっていっちゃうの?」などという女性目線で書かれた詞は、モテる女性への僻みを唄っている。
- 2007年2月28日より、新 音楽生活「ミュウモ」で着うたが先行配信された。

## 音楽性
- 梅田彩佳は、Get チュー！が「夏に聴きたい10曲」の4位を挙げた。「これ聞くとチューしたくなります」「 雲ひとつない空の下でこれ聞いてのりのりで踊りたい！ そのために、振り覚えました」と述べていた[3]。
- 少女時代のソヒョンは、「Get チュー!」を『Sweet Memories With 少女時代』の収録曲として選んでいる。

## 収録内容

### CD+DVD Get チュー!ver.
CD
1. Get チュー! [3:53]
（作詞:松井五郎 作曲:石田匠 編曲:小西貴雄）
2. SHEの事実 [3:24]
（作詞:井上秋緒 作曲:すみだしんや 編曲:鈴木Daichi秀行）
3. Samurai heart-侍魂- (Nu-JAPANESE-RAVE MIX) [5:00]
（rimix by:古坂大魔王）
4. Get チュー! (Instrumental) [3:53]
5. SHEの事実 (Instrumental) [3:22]

DVD
1. Get チュー! (Music Clip)

### CD+DVD SHEの事実ver.
CD
1. Get チュー!
2. SHEの事実
3. Samurai heart-侍魂- (Nu-JAPANESE-RAVE MIX)
4. Get チュー! (Instrumental)
5. SHEの事実 (Instrumental)

DVD
1. SHEの事実 (Music Clip)

### CD ONLY
1. Get チュー!
2. SHEの事実
3. Samurai heart-侍魂- (Nu-JAPANESE-RAVE MIX)
4. Get チュー! (Instrumental)
5. SHEの事実 (Instrumental)